# 日本航空351便ハイジャック事件
日本航空351便ハイジャック事件（にほんこうくう351びんハイジャックじけん、Japan Airlines Flight 351）は、1972年11月6日に日本航空機で発生したハイジャック事件。

## 概要
1972年11月6日、羽田空港発福岡空港行きボーイング727を覆面をした男が乗っ取り、キューバへの亡命を要求した。「（ボーイング727が）短距離機であるため不可能である」と機長が拒絶し、同機は羽田に引き返し、乗客として搭乗していた江利チエミや三田明などの著名人が人質となった。
当時本事件の対策本部の一員であった佐々淳行によると、犯人は飛行中の機内から使用済の小額紙幣で100万ドル、パラシュートと手錠、シャベルを要求したが、その要求内容は警察の対策本部を混乱させた。
膠着状態の後、犯人は逃亡用の機材としてダグラス DC-8を用意させ、乗客を解放した後、自らがDC-8に移動したところで潜伏していた警察官に逮捕され、逃亡は未遂に終わった。在米日本人の単独犯で、目的地が社会主義国のキューバだったことから政治的背景も取り沙汰されたが、取調で無関係だったことが判明した。
ハイジャック犯のポール中岡こと中岡達治（ロサンゼルス在住、当時47歳）は、大学中退後の1948年、アメリカへ渡って実業家となった人物で、1957年に永住権を獲得し、1958年に20世紀フォックスが製作したハリウッド映画『黒船』では製作補佐を務めていた。また、日本プロレスがロサンゼルス遠征を行った際は現地での世話役を務め、1956年の映画『力道山 男の魂』にも出演していた。その配給元が東宝だったからか、「東宝の社員でもないのに、会議に加わって口出しする変な男」だったため、田波靖男は『ニッポン無責任時代』の主人公・平均のモデルに使った、と小林信彦に述べている。

## その他
- 本事件と同日の1972年11月6日には北陸トンネル列車火災事故が発生している。
- この事件の際に犯人が逃亡用機材として用意させたダグラスDC-8は、この事件の22日後にモスクワで墜落した（日本航空シェレメーチエヴォ墜落事故を参照）。
- 351便の機長は、1965年12月25日に発生した日本航空オークランド空港緊急着陸事故において事故機であるDC-8を緊急着陸させた経歴がある[6]。
- 2024年3月26日に放送『ザ!世界仰天ニュース』（日本テレビ系）で、「羽田発JAL機ハイジャック!犯人は怪物マスク!芸能人2人も人質に」で、再現の形で、犯行に至る経緯などを放送した。